# Thuladihi
Thuladihi (nep. ठुलाडिही) – gaun wikas samiti w zachodniej części Nepalu w strefie Gandaki w dystrykcie Syangja. Według nepalskiego spisu powszechnego z 2001 roku liczył on 846 gospodarstw domowych i 3761 mieszkańców (2120 kobiet i 1641 mężczyzn).